# Csaba Regedei
Csaba Regedei est un joueur de football hongrois né le 16 janvier 1983 à Oroszlány.

## Statistiques
| saison    | club                          | pays    |
| --------- | ----------------------------- | ------- |
| 2000-2001 | Győri ETO FC                  | Hongrie |
| 2001-2002 | Győri ETO FC                  | Hongrie |
| 2002-2003 | Győri ETO FC                  | Hongrie |
| 2003-2004 | Győri ETO FC                  | Hongrie |
| 2004-2005 | Győri ETO FC                  | Hongrie |
| 2005-2006 | Győri ETO FC                  | Hongrie |
| 2006-2007 | Győri ETO FC Rákospalotai EAC | Hongrie |

## Statistiques en sélection nationale
| saison | pays            | matchs & buts |
| ------ | --------------- | ------------- |
|        | Hongrie -21 ans |               |
|        | Hongrie         |               |